# 鄭慈太
鄭慈太（?—2007年1月25日），为香港上市公司百德国际 (港交所：2668) 的创始人，於1960年代白手興家，从事针织品业务。在1997年于东莞建成百德工业城，上市前是一间有七座工厂大楼。2007年1月25日因被谋杀，死于中國大陸深圳。

## 死因
行兇者主谋是錢宇華，和幫兇趙燕香。在2007年8月20日，於深圳一審宣判，錢宇華死刑，趙燕香要受13年有期徒刑。趙燕香自辯称其13岁时被郑慈太强奸，后与其一直保持联系，作為情色娛樂介紹人。在2007年因為要找快錢，本來想將郑慈太敲诈，錯手引致郑慈太死亡。
2007年1月31日百德国际发表公告，宣佈公司主席郑慈太辞世。

## 名下馬匹
鄭慈太和妻子鄭江惠萍是香港賽馬會的會員，名下馬匹有企業精神、企業家。